# José María Dueso
José María Dueso Villar (Valência, 30 de outubro de 1974) é um jogador de bocha paralímpico espanhol, que tem distrofia muscular.
Atualmente pertence à equipe C.D. Hercesa.
Integrou a equipe espanhola de bocha que disputou o Campeonato Mundial de 2010, realizado em Lisboa, Portugal. Ao competir na prova individual da classe BC4, José foi eliminado na segunda rodada pelo placar de 3 a 2.
Disputou, em agosto de 2011, o Mundial de Bocha em Belfast, na Irlanda do Norte, o qual fez parte do processo de classificação para os Jogos Paralímpicos de Londres 2012. Na ocasião, José foi eliminado nas quartas de final da competição individual.
Em janeiro de 2012, participou de um training camp organizado pela Federação Espanhola de Paralisia Cerebral (FEDPC) e pela Federação Espanhola de Esportes de Pessoas com Deficiência Física (FEDDF), junto com outros vinte e quatro jogadores de bocha de toda a Espanha, realizado no CRE San Andrés. A programação fazia parte dos preparativos da equipe nacional de bocha para os Jogos de Londres.
O clube ADM e a Associação Sociocultural dos Deficientes organizaram o campeonato espanhol de 2012, onde José disputou ao lado de Alejandro Piquero Serrano, com quem conquistou a medalha de ouro nas duplas da classe BC4. José participou dos Jogos Paralímpicos de Verão de 2012 na prova individual da classe BC4, onde garantiu sua classificação por 9 a 0 e, posteriormente, perdeu na semifinal por 4 a 6.
José integrou a delegação espanhola no Campeonato Europeu, disputado em junho de 2013, em Guimarães, Portugal. Em outubro de 2013, foi considerado o melhor atleta espanhol de sua categoria.